# Eduard Vinokúrov
Eduard Teodórovich Vinokúrov –en ruso, Эдуард Теодорович Виноку́ров– (30 de octubre de 1942-10 de febrero de 2010) fue un deportista soviético que compitió en esgrima, especialista en la modalidad de sable.
Participó en tres Juegos Olímpicos de Verano entre los años 1968 y 1976, obteniendo en total tres medallas: oro en México 1968, plata Múnich 1972 y oro en Montreal 1976. Ganó ocho medallas en el Campeonato Mundial de Esgrima entre los años 1966 y 1975.

## Palmarés internacional
| Juegos Olímpicos   | Juegos Olímpicos          | Juegos Olímpicos | Juegos Olímpicos  |
| Año                | Lugar                     | Medalla          | Prueba            |
| ------------------ | ------------------------- | ---------------- | ----------------- |
| 1968               | Ciudad de México (México) | Medalla de oro   | Sable por equipos |
| 1972               | Múnich (RFA)              | Medalla de plata | Sable por equipos |
| 1976               | Montreal (Canadá)         | Medalla de oro   | Sable por equipos |
| Campeonato Mundial |                           |                  |                   |
| Año                | Lugar                     | Medalla          | Prueba            |
| 1966               | Moscú (URSS)              | Medalla de plata | Sable por equipos |
| 1967               | Montreal (Canadá)         | Medalla de oro   | Sable por equipos |
| 1969               | La Habana (Cuba)          | Medalla de oro   | Sable por equipos |
| 1970               | Ankara (Turquía)          | Medalla de oro   | Sable por equipos |
| 1971               | Viena (Austria)           | Medalla de oro   | Sable por equipos |
| 1973               | Gotemburgo (Suecia)       | Medalla de plata | Sable por equipos |
| 1974               | Grenoble (Francia)        | Medalla de oro   | Sable por equipos |
| 1975               | Budapest (Hungría)        | Medalla de oro   | Sable por equipos |